# The Winding Trail (film 1918)
The Winding Trail è un film muto del 1918 diretto da John H. Collins che ha come protagonista la moglie del regista, la popolare attrice Viola Dana.

## Produzione
Il film fu prodotto dalla Metro Pictures Corporation

## Distribuzione
Distribuito dalla Metro Pictures Corporation, uscì nelle sale cinematografiche statunitensi il 14 gennaio 1918.